# Anostirus purpureus
Anostirus purpureus är en skalbaggsart som först beskrevs av Nikolaus Poda von Neuhaus 1761.  Anostirus purpureus ingår i släktet Anostirus, och familjen knäppare. Arten har ej påträffats i Sverige.

## Bildgalleri

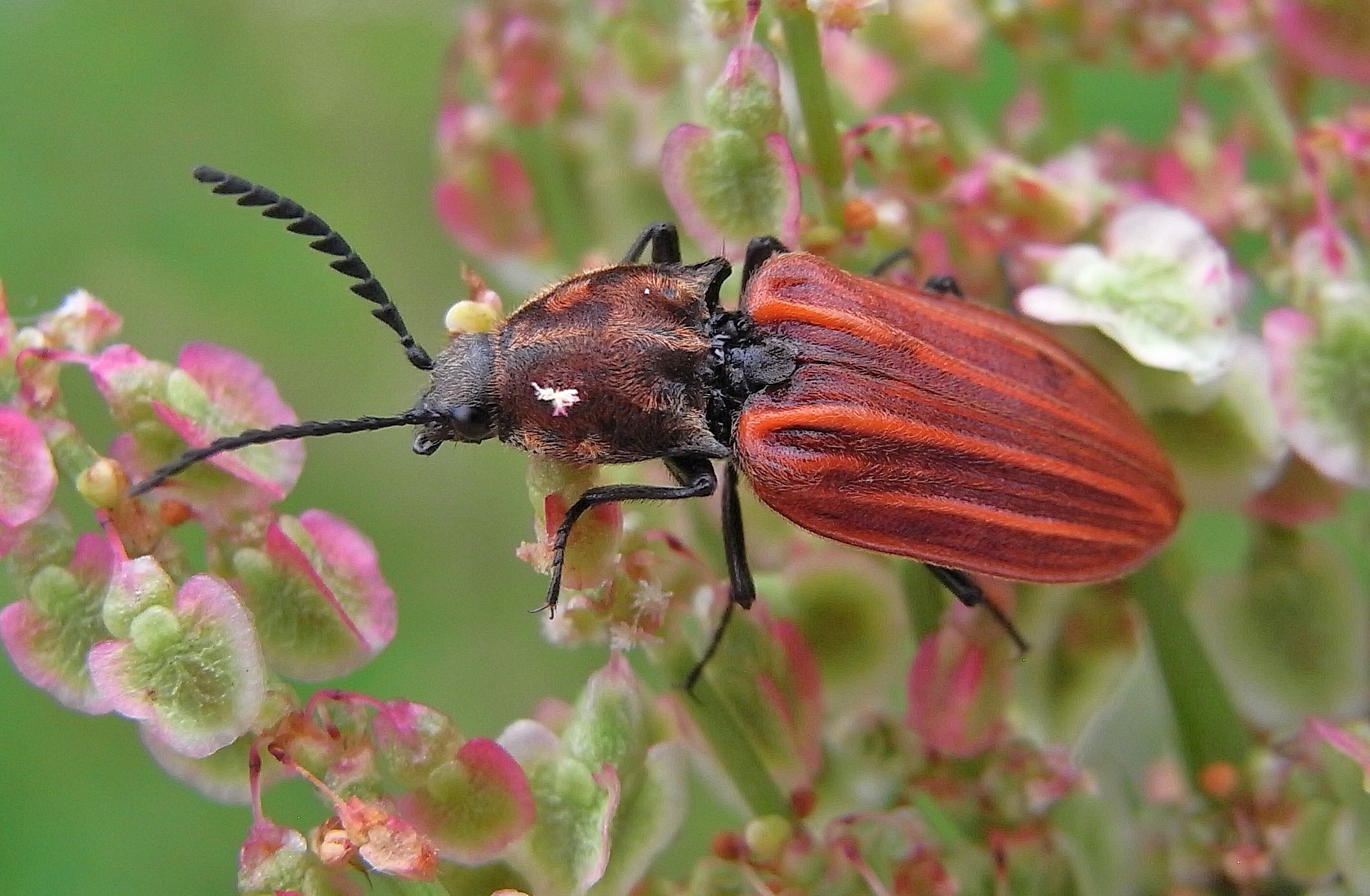
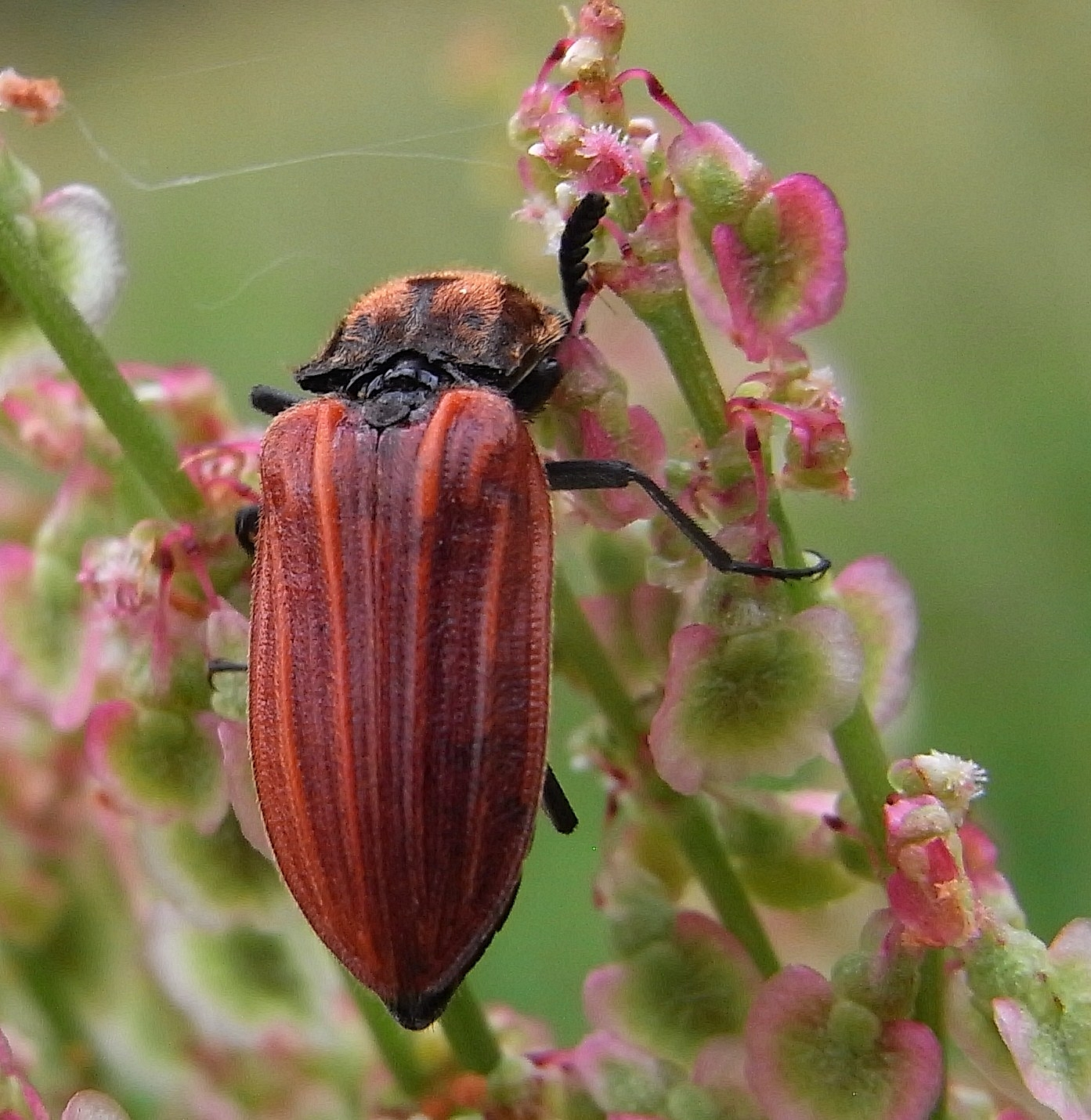
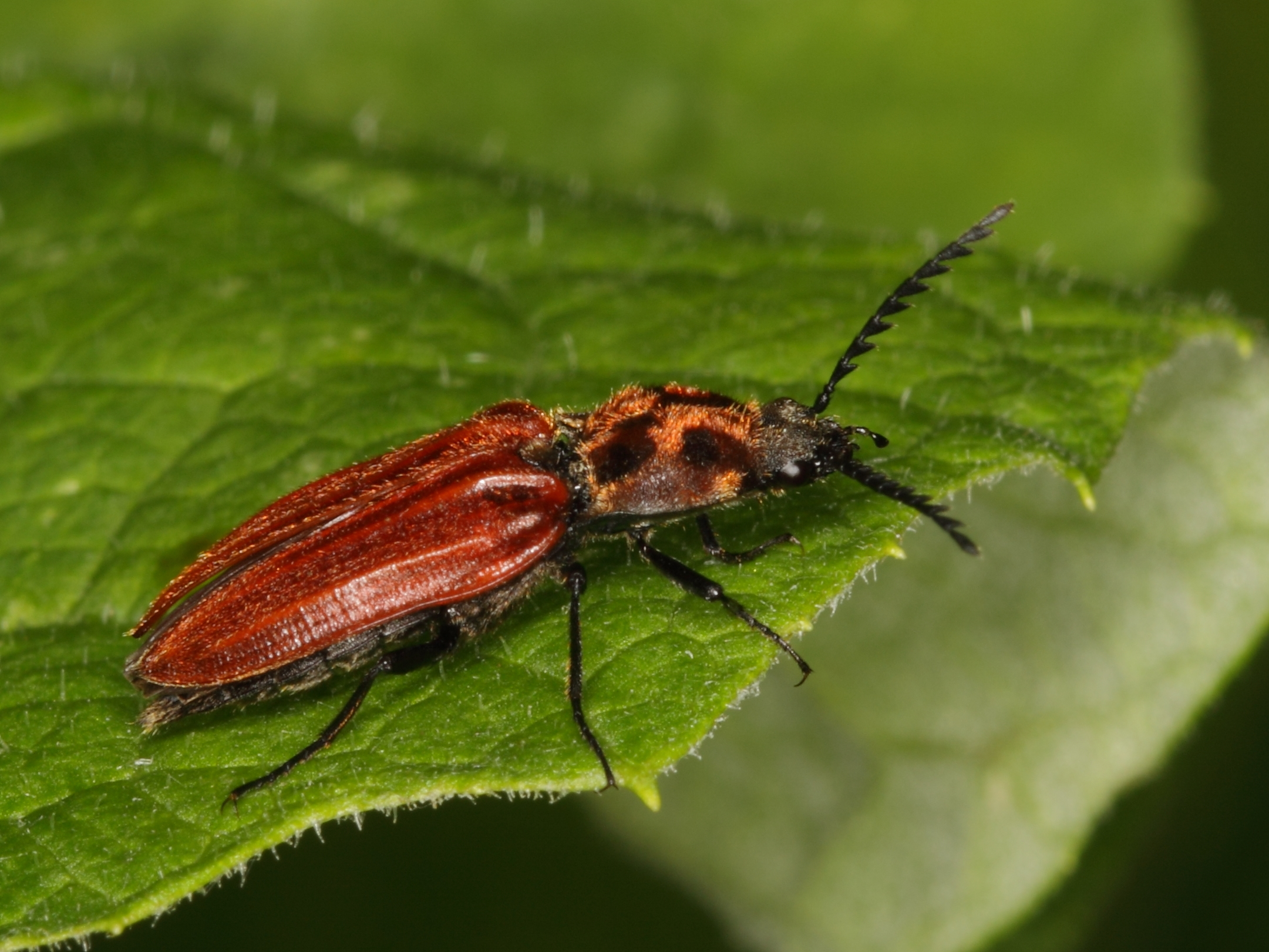